# 仲間亮
仲間亮，本名相同，筆名：仲間（1990年8月29日—），日本男性漫畫家。出身於沖繩縣宮古島市。沖繩縣立藝術大學中輟。

## 來歷
1990年出生於沖繩縣宮古島市。2010年，以居住在沙漠的未來人類為主題的短篇入選第22屆黑潮漫畫大獎（高知新聞）。
2012年2月，全面投入漫畫家這項志業，決定從離老家那霸市較近的學校沖繩縣立藝術大學退學。大學退學之後這1年內原本是想畫連環漫畫，在他自己覺得「哪裡不一樣」之下完成搞笑漫畫。
打工備足儲蓄之後，2013年1月上京發展。同年3月，他的第一部短篇《磯部磯兵衛物語 ～浮世很溫和唷～》獲得週刊少年Jump編輯部的評價。
2013年6月，在《ONE PIECE》連續2週休載期間為填補雜誌空頁，在《週刊少年Jump》（集英社）發表了短篇《磯部磯兵衛物語 ～浮世很辛苦唷～》、《磯部磯兵衛物語 ～浮世很溫和唷～》從而正式出道。發表三部單篇之後，在《週刊少年Jump》2013年47號開始連載《磯部磯兵衛物語 ～浮世很辛苦唷～》，同時從毎週更新2話轉變成每週更新1話的形式連載，至2017年46號完結。
《磯部磯兵衛物語 ～浮世很辛苦唷～》連載開始不久之後，由出版社官方宣布製作Flash動畫，同時在《Jump LIVE》（集英社）的Flash動畫官方網站進行網路播放。此外，正篇連載的同時，也在姊妹誌《少年Jump NEXT!!》（集英社）2014年2號－5號上集中連載同名作品的番外篇。

## 人物
喜歡的漫畫有《搞笑漫畫日和》、《世紀末領袖傳》、《幸運超人》等。
小學時期曾經投稿手翻書動畫至NHK教育的電視節目《天才畢特君》獲得採用。出道一年後即獲連載機會，報導褒稱「非一般的出人頭地之速度」。

## 作品列表
全由集英社發行。

舉例
- 粗體字表示連載作品。
- 任何短篇作品後來都收錄在單行本版的《磯兵衛》。
- 〈發表雜誌〉WJ：週刊少年Jump、NEXT!!：NEXT!!、＋：少年Jump+ 、0：週刊少年Jump0、（再）：再收錄。

| 中文名稱                                               | 日文名稱                                                       | 形式 | 發表號                                            | 收錄      | 備註           |
| ------------------------------------------------------ | -------------------------------------------------------------- | ---- | ------------------------------------------------- | --------- | -------------- |
| 磯部磯兵衛物語 ～浮世很辛苦唷～                        | ～～                                                           | 短篇 | WJ 2013年26號 0赤號（再）                         | 1冊       | 出道作品       |
| 磯部磯兵衛物語 ～浮世很溫和唷～                        | ～～                                                           | 短篇 | WJ 2013年27號                                     | 1冊       | 赤塚獎投稿作品 |
| 知熱!!                                                 | 知熱!!                                                         | 短篇 | WJ 2013年30號                                     | 2冊       | －             |
| 磯部磯兵衛物語 ～好想要智能手機唷～                    | ～～                                                           | 短篇 | WJ 2013年34號                                     | 1冊       | －             |
| 磯部磯兵衛物語 ～智能手機很不妙唷～                    | ～～                                                           | 短篇 | WJ 2013年36號                                     | 1冊       | －             |
| 磯部磯兵衛物語 ～浮世很辛苦唷～                        | ～～                                                           | 連載 | WJ 2013年47號－2017年46號 NEXT!! 2014年2號－5號   | 1冊－16冊 | 代表作品       |
|                                                        |                                                                | 連載 | ＋ 2014年1月20日（前篇） ＋ 2015年1月27日（後篇） | －        | 分前後篇       |
| Canvas                                                 | Canvas                                                         | 短篇 | WJ 2017年4・5合併號                               |           |                |
| レッツ＆ゴースト                                       | レッツ＆ゴースト                                               | 短篇 | 最強 2017年7月號                                  |           |                |
| 磯部磯兵衛物語～浮世很辛苦唷～ 特別番外篇 在下是上班族 | 磯部磯兵衛物語〜浮世はつらいよ〜 特別番外編 拙者はサラリーマン | 短篇 | J+ 2018年1月4日                                   |           |                |
| リカのじかん                                           | リカのじかん                                                   | 短篇 | WJ 2018年23号                                     |           |                |
| 高中生家族                                             | 高校生家族                                                     | 連載 | WJ 2020年40號－                                   |           |                |

## 腳註

## 外部連結
- 仲間亮的X（前Twitter） （日語）